# جسم العظم الوتدي
جسم العظم الوتدي (بالإنجليزية: Body of sphenoid bone)‏ هو الجزء المركزي من العظم الوتدي، له شكل مكعب تقريبا وفيه يتوضع الجيب الوتدي.